# Мандич, Душан
Душан Мандич (серб. Душан Мандић; род. 1994, Котор) — сербский ватерполист, игрок клуба «Ференцварош» и сборной Сербии. Трёхкратный чемпион Олимпийских игр 2016, 2020 и 2024 годов, чемпион мира 2015 года, трёхкратный чемпион Европы (2014, 2016 и 2018 годов) чемпион Средиземноморских игр 2018 года.

## Карьера
На клубном уровне Душан Мандич сначала играл за ВК «Приморец», а с 2010 по 2015 год — в «Партизане». С 2015 по 2021 годы играл за итальянский ВК «Про Рекко», становился чемпионом Италии. После двух лет работы в ВК «Новый Белград», в 2023 году Душан переехал в Венгрию, и присоединился к «Ференцварошу».
С 2012 года играет в сборной страны. Первым турниром для него стали летние Олимпийские игры в Лондоне, где Сербия выиграла бронзовые медали.
В 2014 году впервые в карьере стал чемпионом Европы. В 2015 году в Казани на чемпионате мира в составе сборной завоевал золотую медаль, став чемпионом планеты.
Принимал участие в летних Олимпийских играх 2016 года в Бразилии, где вместе с Сербией дошёл до финала и одолев Хорватию завоевал первую золотую олимпийскую медаль.
В 2021 году принимал участие в летних Олимпийских играх в Токио, где сербы повторили итог четырёхлетней давности и вновь стали олимпийскими чемпионами.
На Олимпийских играх 2024 года в Париже сербы в финале встретились с Хорватией и победили 13-11. Душан Мандич стал трёхкратным чемпионом Олимпийских игр.

## Клубные трофеи
- 2010/11. Лига чемпионов ЛЕН — Чемпион с «Партизаном», 2020/21 — Чемпион с «Про Рекко»;
- Суперкубок Европы 2011/12 — Победитель с «Партизаном»;
- Суперкубок Европы 2015/16 — Победитель с «Про Рекко»;
- Чемпионат Сербии 2010/11, 2011/12, 2014/15 — Чемпион с «Партизаном»;
- Кубок Сербии 2010/11, 2011/12 — Победитель с «Партизаном»;
- Евроинтер лига 2010/11 — Победитель с «Партизаном»;
- Чемпионат Италии 2015/16, 2016/17, 2017/18, 2018/19 — Чемпион с «Про Рекко»;
- Кубок Италии 2015/16, 2016/17, 2017/18, 2018/19, 2020/21 — Победитель с «Про Рекко».